# 愛的太狂
《愛的太狂》是台灣歌手李翊君發行的第9張音樂專輯，收錄了香港電影《逃學威龍》的片尾曲《愛的太狂》及中視週日劇場花系列之《薔薇花》的片尾曲《封鎖在心中眼中的你的背影》。

## 曲目
1. 愛的太狂
2. 想你的心情沒有盡頭
3. 走走又停停
4. 藍色酒吧
5. 我只是一片雲
6. 封鎖在心中眼中的你的背影
7. 為愛而活的人
8. 你走後的天空很藍
9. 鐘擺
10. 明天的我將孤獨